# Zwem- en Polo Club Amersfoort
Zwem- en Polo Club Amersfoort (ZPC Amersfoort) is een zwem- en polovereniging in Amersfoort. De club bekwaamt zich in wedstrijdzwemmen, schoonspringen, synchroonzwemmen en waterpoloën. ZPC Amersfoort is het resultaat van een fusie tussen AZ&PC en AZC (Amersfoortse Zwem- en Waterpolo Club) De Amer.

## Geschiedenis

### AZ&PC
Voorloper AZ&PC werd op 29 mei 1910 opgericht. De thuisbasis van AZ&PC was het Sportfondsenbad aan de Bisschopsweg te Amersfoort. Deze accommodatie werd in 2018 vervangen door een nieuw complex aan de Hogeweg in het Hogekwartier in diezelfde stad, genaamd "Sportcomplex Amerena", tevens het adres van ZPC Amersfoort vanaf 2015.

#### Erelijst
Heren:
- Nederlands kampioenschap waterpolo heren

1955-1956, 1960-1961, 1962-1963, 1964-1965, 1992-1993, 1993-1994, 1996-1997, 1997-1998, 2024-2025
- KNZB beker

1961-1962, 1963-1964, 1996-1997, 1997-1998, 1998-1999, 2011-2012

#### Waterpolo
AZ&PC had een rijke waterpolohistorie. De club behaalde onder andere meerdere landskampioenschappen en heeft vele internationals afgeleverd voor het Nederlands waterpoloteam. Ook nam het eerste herenteam regelmatig deel aan de Europa Cup. De laatste deelname was in 2017.
In 2012 begon AZ&PC met de organisatie van de Super Cup waterpolo. De Super Cup waterpolo is de nieuwe seizoensopening van het Nederlandse topwaterpolo met de wedstrijd tussen de landskampioen en de bekerwinnaar.

#### Zwemmen
AZ&PC deed vanaf seizoen 2013/2014 met twee teams mee aan KNZB-competitiewedstrijden.
AZ&PC Team I
| 5 |

| 14 |

| 25 |

| 16 |

| 25 |

| 19 |

| 3 |

| 2 |

| 2 |

| 4 |

| 3 |

| 8 |

| 3 |

AZ&PC Team II
| \| 1 \|                 |
| 14                      |
| 3e Klasse Regio Midwest |
| 1                       |

#### Bekende (oud-)leden
- Robin van Aggele
- Karin Brienesse
- Arie van de Bunt
- Peter Drost
- Patrick Dybiona
- Fred Eefting
- Loet Geutjes
- Annabel Kosten
- Aad van Mil
- Anke Rijnders
- Jordy Stil
- Edsard Schlingemann
- Ivo Trumbić
- Rie Vierdag
- Piet de Zwarte
- Lisa den Braber
- Marius van Zeijts
- Caspar Corbeau

### ZPC Amersfoort
ZPC Amersfoort ontstond op 25 augustus 2015 van AZ&PC (opgericht op 29 mei 1910) en AZC De Amer, een club ontstaan in 1974 na de ontbinding van de verenigingen Neptunus en Sedna.